# Sand Rock (Alabama)
Sand Rock é uma cidade  localizada no estado americano de Alabama, no Condado de Cherokee e Condado de DeKalb.

## Demografia
Segundo o censo americano de 2000, a sua população era de 509 habitantes.
Em 2006, foi estimada uma população de 528, um aumento de 19 (3.7%).

## Geografia
De acordo com o United States Census Bureau, a localidade tem uma área de 11,7 km², sem área coberta por água.

## Localidades na vizinhança
O diagrama seguinte representa as localidades num raio de 24 km ao redor de Sand Rock.